# Chad en los Juegos Olímpicos de París 2024
Chad estuvo representado en los Juegos Olímpicos de París 2024 por tres deportistas, dos hombres y una mujer, que compitieron en tres deportes.
Los portadores de la bandera en la ceremonia de apertura fueron el arquero Israel Madaye y la judoka Demos Memneloum. El equipo olímpico chadiano no obtuvo ninguna medalla en estos Juegos.